# Incestophantes shetekaurii
Incestophantes shetekaurii es una especie de araña araneomorfa del género Incestophantes, familia Linyphiidae. Fue descrita científicamente por Otto & Tanasevitch en 2015.
Se distribuye por Georgia. El cuerpo del macho mide aproximadamente 2,29-2,61 milímetros de longitud y el de la hembra 2,28-2,82 milímetros.